# 胡瑞尔猪笼草
胡瑞尔猪笼草（学名：Nepenthes hurrelliana）是婆罗洲特有的热带食虫植物，分布于马来西亚沙巴州西南部、砂拉越州北部和文莱。其被假定为起源于杂交种；原亲本被认为是暗色猪笼草（N. fusca）和维奇猪笼草（N. veitchii）。胡瑞尔猪笼草全株披被着锈棕色的厚重毛被，其可能继承于后者。

## 植物学史
在胡瑞尔猪笼草被正式描述之前其就已被部分植物学家所知，但对于它的分类地位各学者有着不同的解释。大部分认为其可能是维奇猪笼草的变型、大猪笼草（N. maxima）的变型或自然杂交种。1988年，安西娅·飞利浦和安东尼·兰姆发表了一篇关于产自毛律山的胡瑞尔猪笼草的说明，并认为其是维奇猪笼草与暗色猪笼草的自然杂交种（N. veitchii × N. fusca）。但在他们1996年发表的专著《婆罗洲的猪笼草》中，又将其列为一个未描述种“Nepenthes sp.”。而在查尔斯·克拉克1997年发表的著作《婆罗洲的猪笼草属植物》和雨果·施泰纳2002年发表的著作《婆罗洲：山地及低地猪笼草》中，其也被列为一个未描述种“Nepenthes sp. B”。
1996年的一期《食虫植物通讯》中，约翰·德维特（John De Witte）发表了的一篇题为《毛律山的猪笼草属植物》（Nepenthes of Gunung Murud）的文章，其中约翰·德维特认为胡瑞尔猪笼草可能为维奇猪笼草与窄叶猪笼草（N. stenophylla）或暗色猪笼草（N. fusca）的自然杂交种。
1999年，布鲁斯·萨蒙（Bruce Salmon）认为这个种群可能与柔毛猪笼草（N. mollis）同为一个物种，而当时柔毛猪笼草只存在一副不带捕虫笼的标本。2003年，马修·杰布和马丁·奇克并不赞同这个观点，并将其描述为胡瑞尔猪笼草。胡瑞尔猪笼草的模式标本编号为“A.Lamb & Surat 145/99”，采集于沙巴卢马库山，存放于山打根林业部植物标本馆（SAN）中。
胡瑞尔猪笼草得名于安德鲁·赫里尔（Andrew Hurrell）。1995年间，他对毛律山上的植物进行了研究。其野外观察表明，胡瑞尔猪笼草的分布地与其可能的父母本相互独立，因此可认为它是一个独立的物种。

## 形态特征

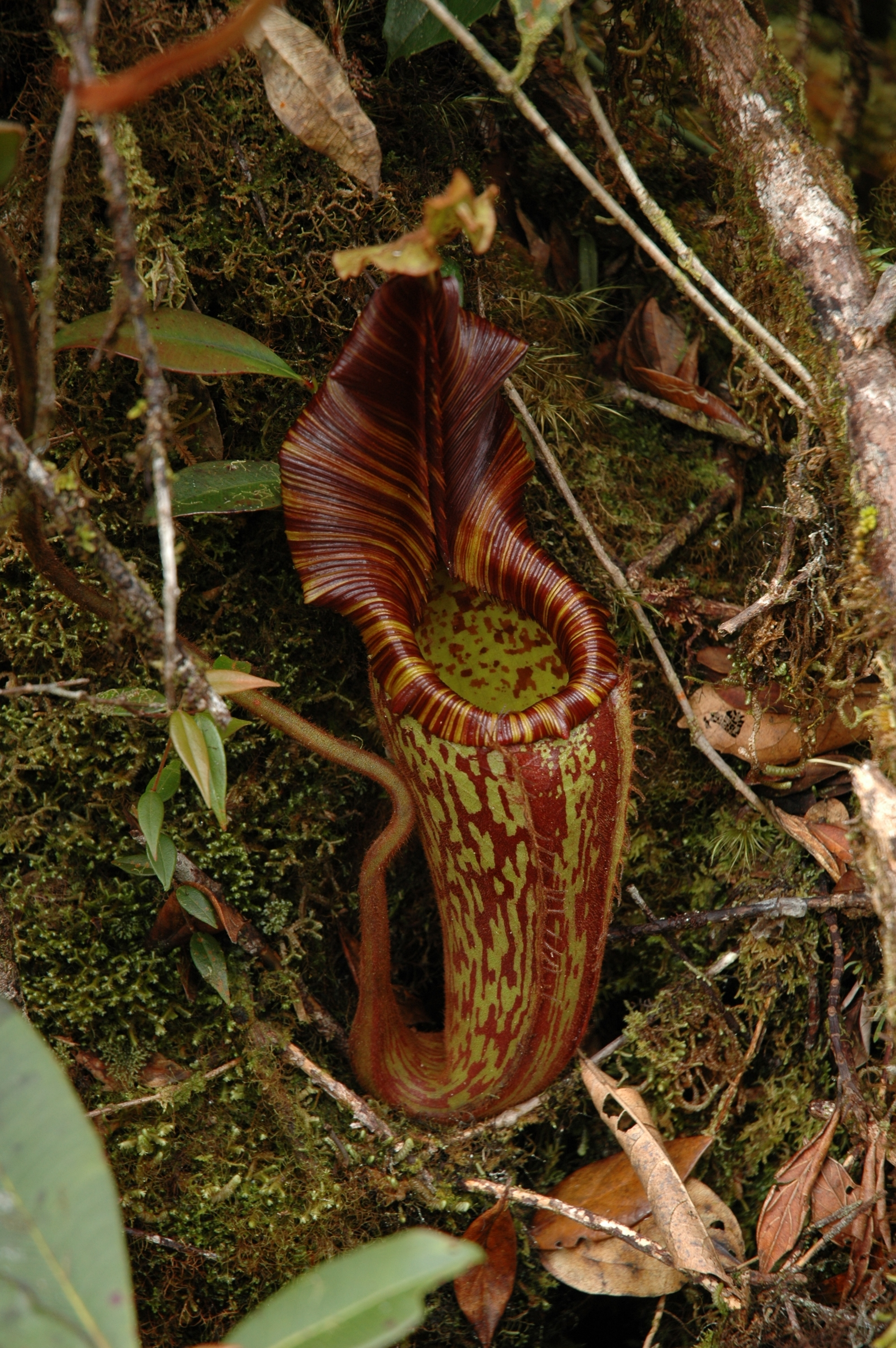
胡瑞尔猪笼草的下位笼

胡瑞尔猪笼草为藤本植物。不同原生地的变型之间存在略微的差别。产自姆禄山及其他几个山区的变型，其节间距可长达10厘米。
产自卢马库山的模式变型，其叶片可长达24厘米，并具有带翼叶柄。叶柄包住茎周长的一半，并下延约1厘米。产自姆禄山的变型具有窄披针形叶片和较宽的带翼叶柄，叶柄下延，长达可达10厘米。
胡瑞尔猪笼草的下位笼为窄卵形至漏斗形。它们的体型较大，可高达30厘米。笼盖为宽三角形，其边缘为波浪状。唇具有唇颈，唇颈可宽达7厘米。
胡瑞尔猪笼草的上位笼比下位笼更近似于漏斗形，可高达28.5厘米。笼盖为非常窄的三角形，可长达8厘米，宽至4.2厘米，基部为心形。其下表面的基部具有一个钩状凸起，此外其顶部还具有一个丝状的附属物，长度可达5毫米。笼盖的下表面还分布着大量巨大的蜜腺，集中于笼盖边缘和基部。
胡瑞尔猪笼草的花序为总状花序。花梗具苞片，长3至4毫米。
胡瑞尔猪笼草具有密集的红棕色毛被。笼盖的上表面具有锈棕色的毛被，而下表面仅存在于边缘部分。与其他猪笼草不同的是，胡瑞尔猪笼草的毛被还出现于叶片的上表面和笼盖的蜜腺上。

## 生态关系

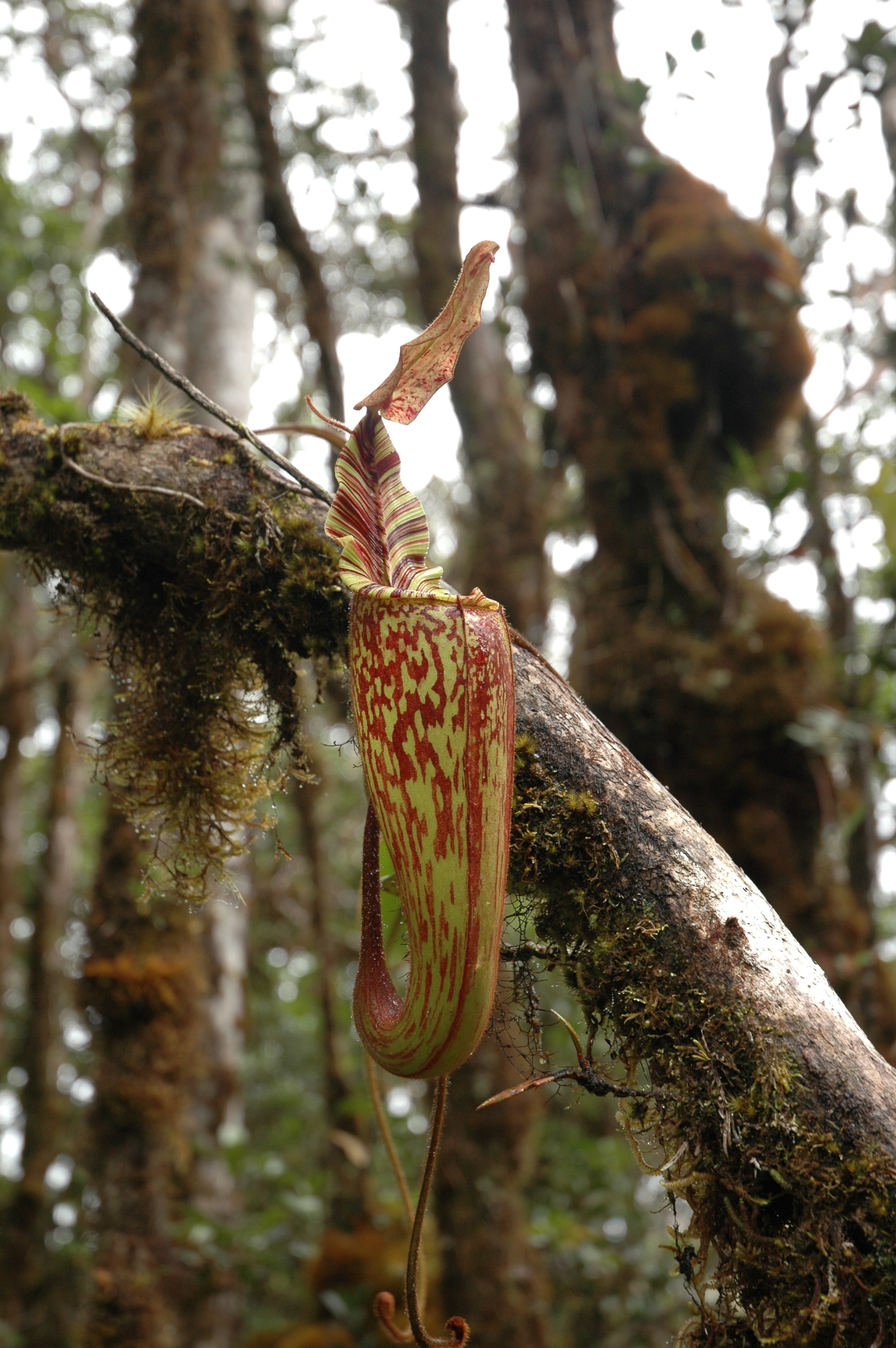
毛律山的苔藓森林中刚开启的胡瑞尔猪笼草的上位笼

胡瑞尔猪笼草是婆罗洲特有的热带食虫植物，包括砂拉越北部山区、沙巴西南部和文莱。特别是存在于卢马库山、姆禄山、毛律山和隆巴西亚（Long Pasia）附近包括里茂山（Mount Rimau）在内的麦里根山脉（Meligan Range）山区。其海拔分布范围较广，存在于海拔1300米至2400米的地区内。在毛律山（2423米），胡瑞尔猪笼草分布于海拔2100米以上的顶峰山脊地区，但随着海拔的增加其数量不断的减少。在卢马库山（约1900米），其分布于海拔1620米以上的顶峰山脊地区。
胡瑞尔猪笼草的原生地为苔藓森林和高地山地森林。其常附生于距离地面达10米的树干上。其还存在于长满苔藓的石楠林中。部分植株也会陆生，但不常见。
胡瑞尔猪笼草是大量猪笼草共生生物的宿主。其中最为引人注目是一种小树蛙属（Philautus）的小型金色蛙类。其常出现于卢马库山上附生型的胡瑞尔猪笼草的捕虫笼中。

## 杂交起源
胡瑞尔猪笼草的捕虫笼形态呈现为暗色猪笼草和维奇猪笼草的中间型。因此部分学者认为它们是胡瑞尔猪笼草的一对可能的杂交亲本。
植物学家克莱夫·A·斯特斯提到一个观点“稳定杂交种当具有一系列不再与其亲本严格相关的独特分布特征、形态特征和遗传特性……如果该杂交种成为一个独立的，可识别的，可自我维持的集合，那么其实际上就是一个独立的物种。”自从发现其具有稳定的分布，并且在原生地具有大量的植株，就更支持将其独立成为一个物种。此外，从未发现胡瑞尔猪笼草与其疑似杂交亲本同域分布。这可能是因为在竞争中，其亲本已被淘汰，并由胡瑞尔猪笼草取代了它们。另一个原因可能是因胡瑞尔猪笼草散播到了一个不存在其亲本的新区域。
其他可能的杂交亲本来源包括汉密吉伊坦山猪笼草（N. hamiguitanensis）、毛律山猪笼草（N. murudensis）和有柄猪笼草（N. petiolata）。

## 相关物种

### 暗色猪笼草
胡瑞尔猪笼草的下位笼较特殊，但其上位笼的形态与暗色猪笼草却极其相似。在婆罗洲的猪笼草中，只有两种猪笼草具有窄三角形的笼盖。而胡瑞尔猪笼草的上位笼与暗色猪笼草的区别在于，其具有水平的笼口，其基部上升成为一个长唇颈。同时其笼盖的下表面具有一个带粗毛的凸起。
胡瑞尔猪笼草与产自沙巴克罗克山脉南部的暗色猪笼草最为相似。该变型具有更宽的唇，更长的唇颈及更近似于三角形的笼盖。但其唇仍没有胡瑞尔猪笼草的发达，且不具备密集的毛被。此外，胡瑞尔猪笼草笼盖的下表面还分布有蜜腺。

### 柔毛猪笼草
胡瑞尔猪笼草渐缩的叶片和密集的毛被很容易让人联系到柔毛猪笼草。所以其曾被认为是柔毛猪笼草的一个同物异名。但布鲁斯·萨蒙写道，柔毛猪笼草的模式标本与产自卢马库山的胡瑞尔猪笼草之间存在着差别。柔毛猪笼草缺乏带苞片的花梗，其下延的带翼叶柄可达6厘米，但胡瑞尔猪笼草只有1至2厘米。

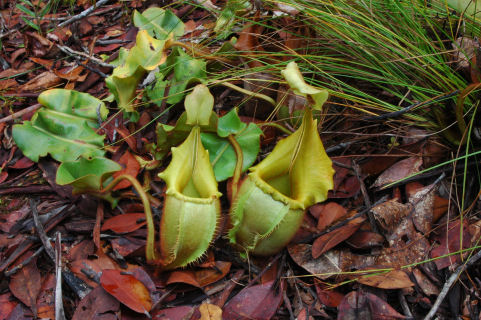
维奇猪笼草卵形的下位笼，与胡瑞尔猪笼草显著不同

部分学者认为将它们视为同一个物种是“相当不可能的”。在布鲁斯·萨蒙论文的参考文献中，简·斯洛尔（Jan Schlauer）在编者按中提到将这两个种群合并前必须对柔毛猪笼草的模式产地进行考察。
若柔毛猪笼草与胡瑞尔猪笼草被视为同一个物种，那么后者将是前者的一个同物异名。

### 维奇猪笼草
胡瑞尔猪笼草也可能与其另一个疑似杂交亲本维奇猪笼草相混淆。但这两个种群的生活习性具有明显的区别。此外，胡瑞尔猪笼草的捕虫笼更接近漏斗形，带有独特的紫色斑点，并且其笼盖的形状也不同。
在食虫植物数据库中，分类学家简·斯洛尔（Jan Schlauer）将胡瑞尔猪笼草列为维奇猪笼草和窄叶猪笼草的自然杂交种的同物异名。

### 大猪笼草
胡瑞尔猪笼草还曾被视作为大猪笼草，但实际上后者只存在于婆罗洲。

## 自然杂交种
仅发现了胡瑞尔猪笼草与劳氏猪笼草（N. lowii）和维奇猪笼草的罕见自然杂交种。

## 扩展阅读
- 食虫植物照片搜寻引擎中胡瑞尔猪笼草的照片 （页面存档备份，存于）

 维基共享资源上的相關多媒體資源：胡瑞尔猪笼草
 維基物種上的相關：胡瑞尔猪笼草